# Nectarine

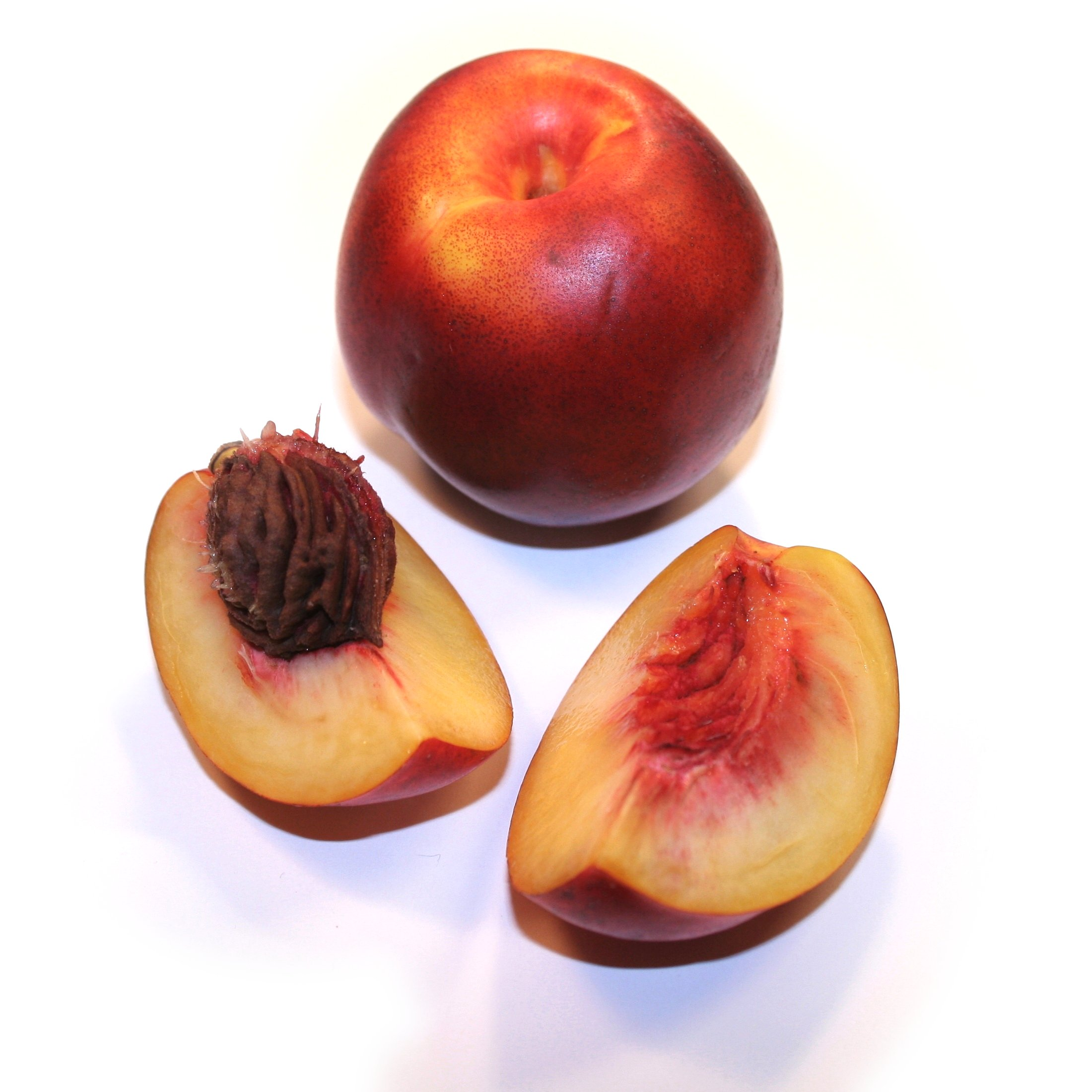
Nectarine

De nectarine of nectarijn (Prunus persica nucipersica) is een mutant van de perzik (Prunus persica) met een gladde en glanzende schil. Behoudens de schil, bestaat er geen wezenlijk verschil tussen perziken en nectarines. Een nectarine is dus geen kruising tussen een perzik en een pruim, zoals soms wordt verondersteld. De nectarine lijkt op een brugnon (Prunus persica var. nucipersica), het enige verschil daarmee is dat de pit van de nectarine niet vastzit aan het vruchtvlees.
Qua groeiwijze, teelteigenschappen en vatbaarheid voor ziekten en plagen komt de nectarine overeen met de perzik. Ook bij de nectarine bestaan er rassen met wit vruchtvlees of met geel vruchtvlees. De vruchten van de meeste nectarinerassen zijn iets kleiner dan die van veel perzikrassen. De nectarine is minder kwetsbaar dan de perzik en kan dus gemakkelijker verpakt en vervoerd worden.

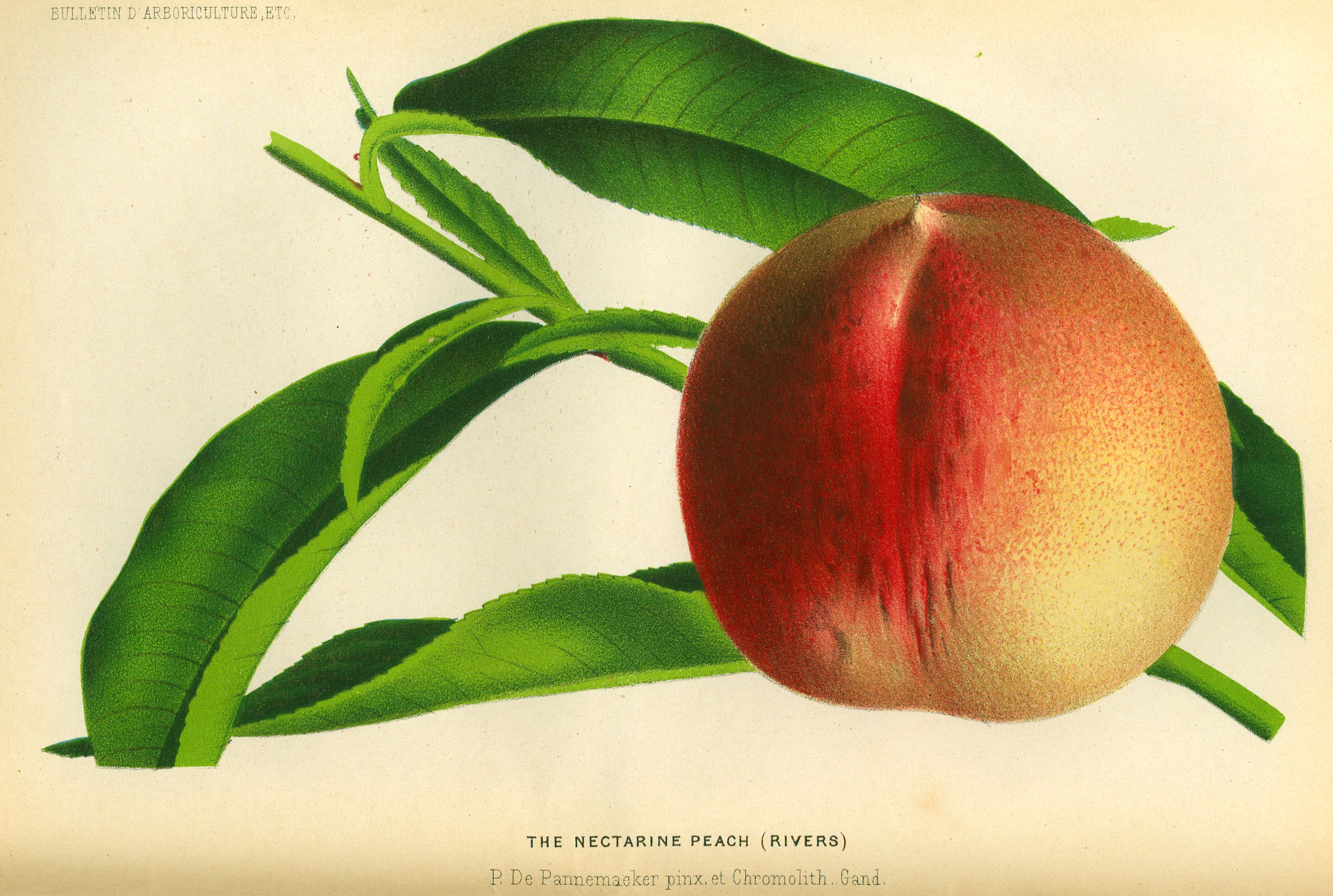
Lithografie van de nectarinevariëteit Rivers, Pieter Joseph de Pannemaeker, 1878, Centrum Agrarische Geschiedenis (CAG)

De gladschilligheid kan als mutatie ontstaan, waardoor het soms kan gebeuren dat aan een perzikboom plotseling een tak met gladde vruchten groeit (en omgekeerd).